# Tortella hibernica
Tortella hibernica là một loài rêu trong họ Pottiaceae. Loài này được (Mitt.) Loeske mô tả khoa học đầu tiên năm 1910.